# Johanna von Koczian
Johanna von Koczian (Berlín, 30 de octubre de 1933-febrero de 2024) fue una actriz y cantante alemana.

## Biografía
Hija de Lydia Alexandra Freifrau y Gustav von Koczian Miskolczy. 
Koczian se hizo famosa en 1970 con la canción “La pequeña casa ”, uno de los mayores éxitos de la época.

## Filmografía
- 1957, Víctor y Victoria
- 1958, Petersburgo Nochebuena
- 1958, Nosotros los niños prodigio
- 1959, Gente en la red
- 1959, Por primera vez
- 1959, Jaqueline
- 1959, La adorable Arabella
- 1960, Heldinnen
- 1960, Miedo escénico
- 1960, Agatha, ¡detén ese asesinato!
- 1961, El matrimonio del señor Mississippi
- 1961, Nuestra casa en Camerún
- 1962, La calle de la tentación
- 1965, ¿Quién quiere dormir?
- 1969, Azafata  (1serie de televisión, 6 episodios)
- 1975, Hoftheater  (serie de televisión, 13 episodios)
- 1975, Derrick,  temporada 2, episodio 08: "Pfandhaus"
- 1976, Derrick,  temporada 3, episodio 05: "Schock"
- 1997, Campanas individuales